# Christian Kehrt

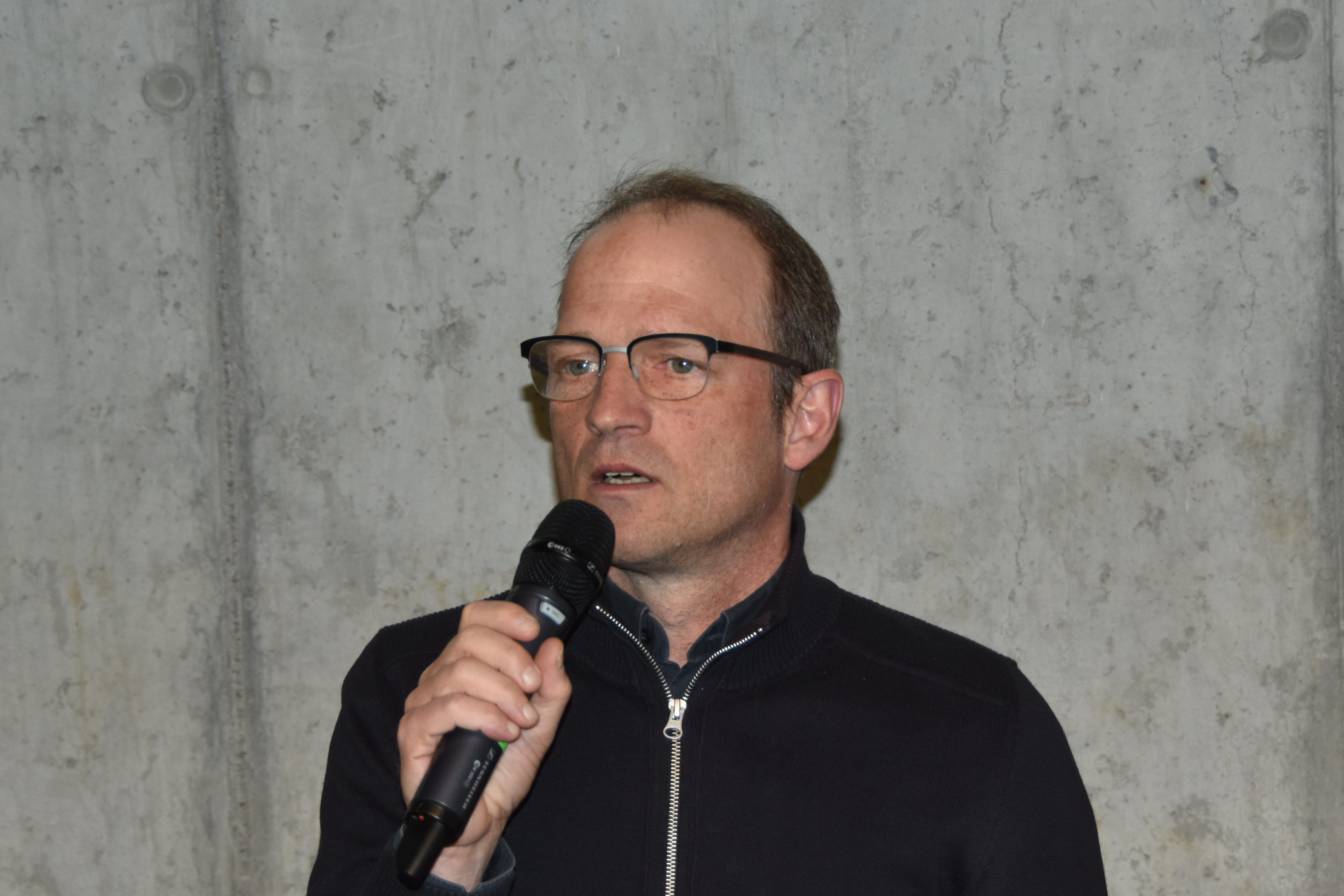
Christian Kehrt auf der Technikgeschichtlichen Tagung 2025 im Deutschen Technikmuseum, Berlin

Christian Kehrt (* 1971 in Landau in der Pfalz) ist ein deutscher Historiker. Seit 2015 ist er Professor für Wissenschafts- und Technikgeschichte an der TU Braunschweig.

## Leben
Kehrt studierte von 1993 bis 2001 Neuere Geschichte und Philosophie an der Eberhard Karls Universität Tübingen (M.A. 2001, betreut durch Hartmut Berghoff) und der Stony Brook University (Master of Arts 1998) in Stony Brook, New York. Von 2003 bis 2006 war er am Graduiertenkolleg „Technisierung und Gesellschaft“ der Technischen Universität Darmstadt tätig. 2007 wurde er bei Mikael Hård mit der Dissertation Moderne Krieger. Die Technikerfahrung deutscher Luftwaffenpiloten von 1910 bis 1945 zum Dr. phil. promoviert.
Von 2006 bis 2009 war er wissenschaftlicher Mitarbeiter am Forschungsinstitut für Technik- und Wissenschaftsgeschichte am Deutschen Museum in München, dort eingebunden in das Forschungsprojekt “Knowledge-production and Innovation at the Nanoscale. Instruments, Images and Visions in the Practice of Nanotechnology” im Rahmen der Förderinitiative „Innovationsprozesse in Wirtschaft und Gesellschaft“ der VolkswagenStiftung. 2009/10 war er Fellow am Rachel Carson Center for Environment and Society (LMU München). Von 2010 bis 2015 war er wissenschaftlicher Mitarbeiter am Lehrstuhl für Neuere Sozial-, Wirtschafts- und Technikgeschichte (Professur Martina Heßler) an der Fakultät für Geistes- und Sozialwissenschaften der Helmut-Schmidt-Universität Hamburg. 2011/12 war er Forschungsstipendiat/Karl-Ferdinand-Werner Fellowship am Deutschen Historischen Institut Paris.
Seit 2015 ist Kehrt Professor für Wissenschafts- und Technikgeschichte am Historischen Seminar der Technischen Universität Braunschweig.
Einer seiner Kernsätze lautet: „Das Zweifeln gehört mit zum Kerngeschäft der Wissenschaft“.

## Auszeichnungen
- 2008: Nachwuchspreis der Georg-Agricola-Gesellschaft für Naturwissenschafts- und Technikgeschichte
- 2008: Herbert Schumann-Preis der Deutschen Gesellschaft für Luft- und Raumfahrt
- 2010: Werner-Hahlweg-Preis für Militärgeschichte und Wehrwissenschaften (2. Platz)

## Schriften (Auswahl)
- Moderne Krieger. Die Technikerfahrungen deutscher Militärpiloten 1910–1945 (= Krieg in der Geschichte. Bd. 58). Schöningh, Paderborn u. a. 2010, ISBN 978-3-506-76712-7.
- mit Peter Schüßler, Marc-Denis Weitze (Hrsg.): Neue Technologien in der Gesellschaft. Akteure, Erwartungen, Kontroversen und Konjunkturen (= Science studies.) Transcript, Bielefeld 2011, ISBN 978-3-8376-1573-9.
- mit Martina Heßler (Hrsg.): Die Hamburger Sturmflut von 1962. Risikobewusstsein und Katastrophenschutz aus zeit-, technik- und umweltgeschichtlicher Perspektive (= Umwelt und Gesellschaft. Bd. 11). Vandenhoeck & Ruprecht, Göttingen u. a. 2014, ISBN 978-3-525-31716-7.
- Mit Molekülen spielen. Wissenschaftskulturen der Nanotechnologie zwischen Politik und Medien (= Science Studies.) Transcript, Bielefeld 2015, ISBN 978-3-8376-3202-6.